# William Petty, Bá tước thứ 2 xứ Shelburne
William Petty, Hầu tước thứ nhất của Lansdowne, KG, PC (2 tháng 5 năm 1737 – 7 tháng 5 năm 1805), được biết với tước hiệu Bá tước Shelburne giữa năm 1761 và năm 1784, thường được biết đến trong lịch sử, là người Ireland-sinh ở Anh, chính khách Đảng Whig và là Bộ trưởng Nội vụ đầu tiên vào năm 1782 và sau là Thủ tướng năm 1782–83 trong suốt những tháng cuối cùng của Chiến tranh giành độc lập Mỹ. Ông thành công trong việc giữ hoà bình với Mỹ và thành tích này được lưu ý. Ông cũng được biết là nhà sưu tầm cổ vật và tác phẩm nghệ thuật.